# ビーナウ
ビーナウ (ドイツ語: Binau) は、ドイツ連邦共和国バーデン＝ヴュルテンベルク州ネッカー＝オーデンヴァルト郡に属す町村（以下、本項では便宜上「町」と記述する）。この町はライン＝ネッカー広域連合に属す。

## 地理
ビーナウは、ホーエン・オーデンヴァルトとクライネン・オーデンヴァルトの間を流れるネッカー川が大きく湾曲した部分にはめ込まれるように位置する。この町は、ネッカータール＝オーデンヴァルト自然公園内に含まれる。

## 歴史
ビーナウは、769年に初めて文献に登場するが、その歴史は間違いなくもっと古い。先史時代の出土品は青銅器時代に遡る。769年に記録は、Benenheim または Bienenheim、772年には Beonanheim、774年 Beninheim、1536年 Buenaw、1629年 Binheimb、18世紀に入るとNeckarbinauと、名前は変遷している。町名末尾の au は、この町の自然環境を表している（au = Aue = 湿地、水郷、中州の意）。町名の前半が、柳を編んで作った漁労器具であるBenne あるいは Binneを示しているのか、あるいは養蜂業 (Bienenzucht) を表すのかは、定かではない。この町の紋章には、蜂の巣籠と魚と、どちらの語源も描かれている。
この村は、ダウフシュタイン城の支配下にあった。14世紀、この城のレーエン主はヘルムシュタット家であった。15世紀にリュト・フォン・コレンベルク家がダウフシュタイン城を獲得し、村の中に城館を初めて建設した。1742年に建てられたその後継建造物が現在の城館である。この城館は19世紀の終わりまで、ビーナウの領主の居城であり、リアウコート伯、ヴァルトキルヒ伯、ラーフェンスブルク男爵ゲーラーがこの城に入った。後には、民間人の所有にもなった。
第二次世界大戦中、この城館は、ナッツヴァイラー強制収容所の外郭施設があったこの地域一帯を管理したSS司令官の官邸となった。その地下には軍需工場が造られ、工業生産が行われた（ゲルトフィッシュ GmbH）。
1806年からビーナウは、バーデン大公国のモースバッハ郡に属し、1973年に新しく発足したネッカー＝オーデンヴァルト郡に編入された。

### 宗教
ビーナウには、1938年から40年頃までユダヤ人コミュニティが存在していた。ナチス・ドイツ時代の国外追放後も、1933年に住んでいた20人のうち、11人が生きていた。このコミュニティの成立は、17世紀または18世紀初めに遡る。最盛期の1839年には146人のユダヤ人が暮らし、これはビーナウの全人口の約1/3を占めた。1933年には肉屋が1軒と手工芸職人の家族の2戸が住むのみとなった。

## 文化と見所

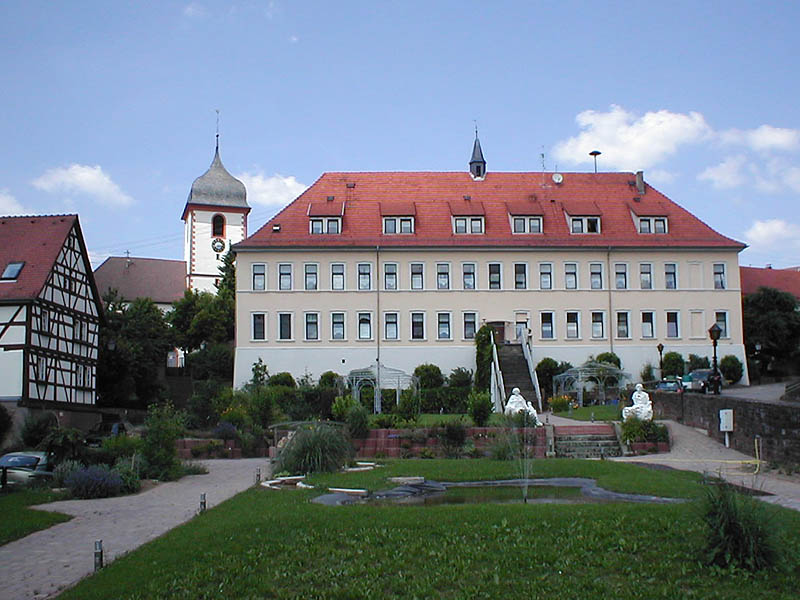
ビーナウの城館と教会

- ビーナウ城は、町の中心部、壁で囲まれた庭を上ったところに位置する。1742年先行する城館が取り壊された跡地に建設された。一時期は、ホテル・ペンションとして利用されていたこともある。1963年以降、養老院・養護施設として利用されている。1996年から城の内部が改装され、近代化が図られている。
- ダウフシュタイン城は、町の外れ、ネッカー川に面して建つ中世の城塞跡である。
- 旧市街中心部には、城館の傍に中世から続く教会がある。この教会が現在の姿となったのは、1783年の改築による。この他、ビーナウには多くの歴史的木組み建築が保存されている。城の近くに建つ最も古い木組み建築の一つである貯蔵室のある建物は、1569年に建造されたものである。
- ユダヤ人墓地は、1851年にライヒェンブーフ通り沿いに造営された。一般墓地の西100mに位置し、972区画、7.74aの広さを持つ。1944年には、ネッカーエルツ収容所の死者を埋葬するのに流用された。1944年10月から1945年3月までに地下軍需工場での死者200人以上が埋葬された。ユダヤ人墓地には、亡くなった強制労働従事者のための慰霊碑が建てられている。

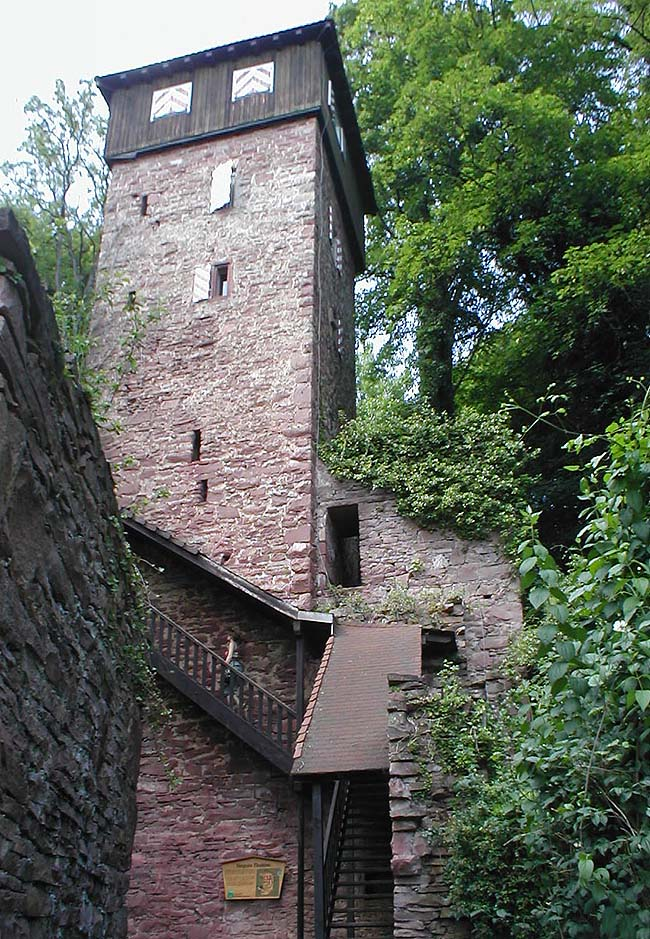
ダウフシュタイン城
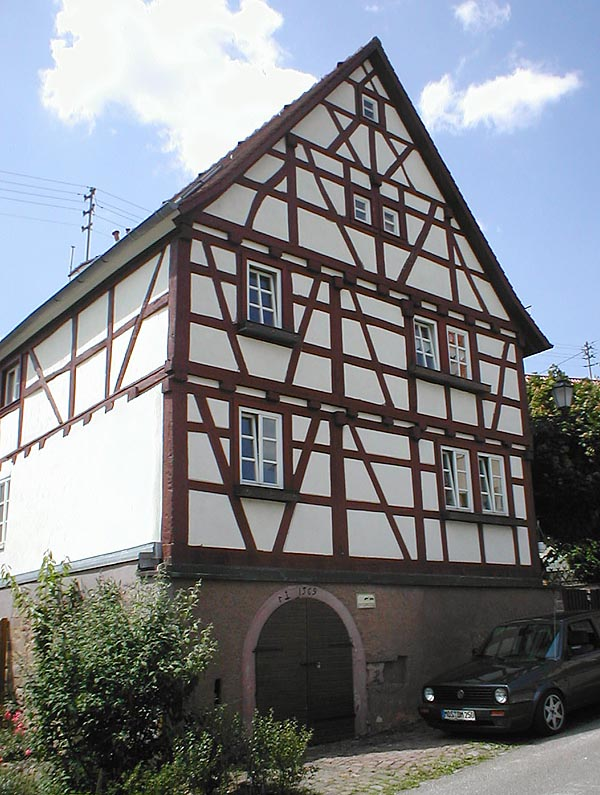
1569年建造の貯蔵室のある建物

## 行政

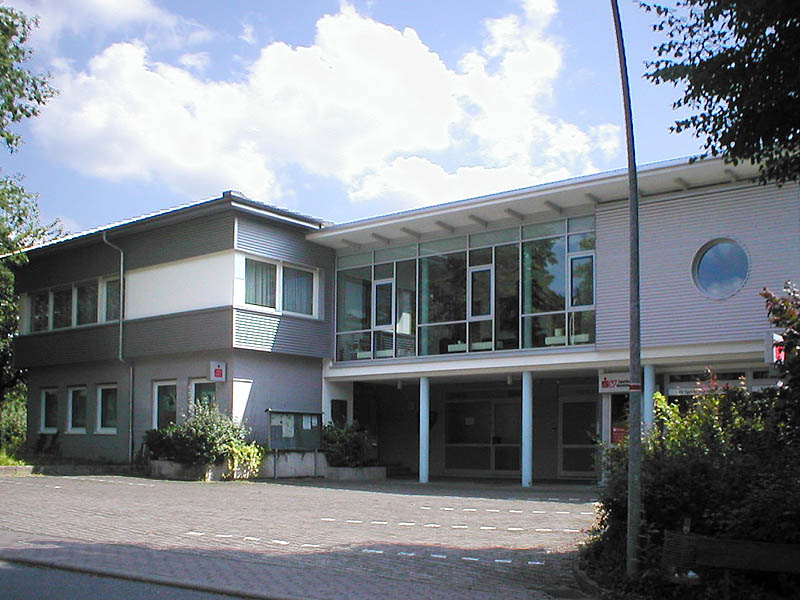
ビーナウの町役場

### 議会
ビーナウの議会は10人の議員からなる。
ビーナウは、ネッカーゲラハ、ヴァルトブルンとともに、ネッカーゲラハ＝ヴァルトブルン自治体行政連合を形成している。

### 首長
第二次世界大戦後の首長を列記する。
- 1945 – 1946: マックス・グロースコプフ
- 1946 – 1954: エルンスト・ドリンガー
- 1954 – 1986: ルートヴィヒ・プフィシュテーラー
- 1986 – 2018: ペーター・ケラー
- 2018年2月1日 - : レネ・フリードリヒ

### 友好都市
- リンダウ（ドイツ、ニーダーザクセン州、現在はカルテンブルク＝リンダウに編入されている）

### 紋章
上下二分割（パーティ・パー・フェス）。上部は青地に2つ並んだ金（黄色）の蜂の巣籠。下部は銀（白）地に青い魚。
蜂の巣籠 (Bienenkörbe) は、町の名前に因んだ「地口」紋であり、魚はネッカー川に面した漁師町であることを示している。この紋章は1957年11月5日に採択された。

## 経済と社会資本

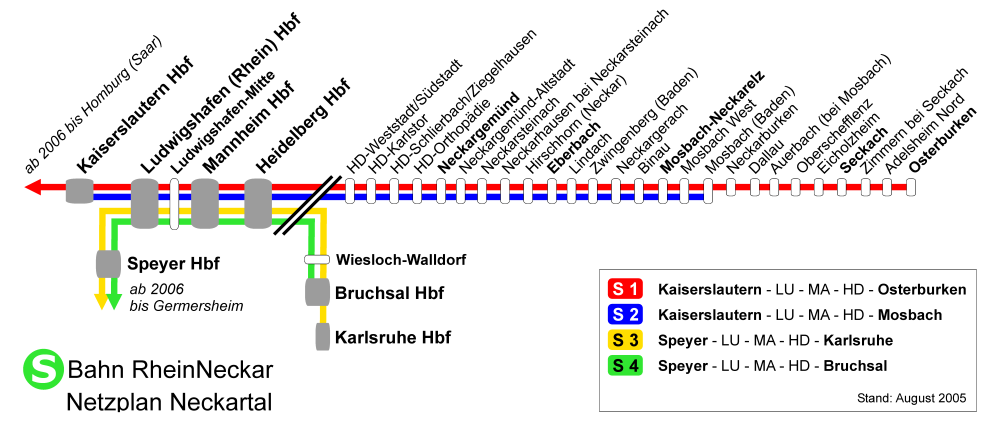
ライン・ネッカーSバーンの路線図

### 交通
ビーナウは、ネッカータール鉄道（ハイデルベルク – バート・フリードリヒスハル＝ヤクストフェルト）沿いに位置している。この路線は2003年からライン・ネッカーSバーンに組み込まれ、30分ごとに列車が走っている。この他、モースバッハやエーバーバッハへのバス路線も通っている。堤防沿いに連邦道が走っている。

### レクリエーション施設・スポーツ施設
- ビーナウ・キャンプ場（オートキャンプ場）
- FCビーナウ1927の運動公園
- ビーナウ射撃協会の施設